# Wodiane (hromada Dewładowe)
Wodiane (ukr. Водяне) – wieś na Ukrainie, w obwodzie dniepropetrowskim, w rejonie krzyworoskim. W 2001 liczyła 734 mieszkańców, wśród których 691 wskazało jako język ojczysty ukraiński, 34 rosyjski, 4 białoruski, 3 ormiański, a 2 inny.